# Yawata Ichirō
Yawata Ichirō (japanisch 八幡 一郎; geb. 14. April 1902 in Hirano in der Präfektur Nagano; gest. 26. Oktober 1987 in Tōkyō) war ein japanischer Archäologe; sein Spezialgebiet war die Jōmon-Kultur.

## Leben und Werk
Yawata Ichirō schloss sich während seiner Schulzeit dem Anthropologen und Archäologen Torii Ryūzō bei dessen Untersuchungen im Raum Suwa (諏訪地方) an. 1924 machte er seinen Studienabschluss an der Universität Tōkyō. Er wurde an seiner Alma Mater als Mitarbeiter angestellt und nahm an verschiedenen archäologischen Untersuchungen teil. 1931 wurde er Assistent und gründete 1934 die „Nihon minzoku gakkai“ (日本民族学会) – „Ethnographische Gesellschaft Japans“. Er wurde Leiter der Abteilung Archäologie am Nationalmuseum Tōkyō. 1962 wurde er Professor an der „Tōkyō kyōiku daigaku“ (東京教育大学), der Vorläufereinrichtung der Universität Tsukuba. Nach Erreichung des Ruhestandes übernahm er von 1966 bis 1972 eine Professur an der Sophia-Universität.
Yawata gehörte zu dem Team, das die Ausgrabungen von Toro am Rande der Stadt Shizuoka durchführte, eine Ortsanlage, die auf die späte Yayoi-Zeit datiert wird. Mit seinen Untersuchungen zur Jōmon-Zeit wurde er zum führenden Forscher auf diesem Gebiet. Er führte nicht nur in Japan, sondern auch in China und Mikronesien archäologische Untersuchungen durch.
Zu Yawatas Publikationen gehören „Nihon sekki jidai bunka“ (日本石器時代文化) – „Kultur der Steinzeit in Japan“ 1947 und „Nihon bunka no akebono“ (日本文化のあけぼの) – „Erwachen der japanischen Kultur“ 1968. Seine gesammelten Werke wurden in sechs Bänden von 1979 bis 1980 unter dem Titel „Yawata Ichirō chosaku-shū“ (八幡一郎著作集) herausgegeben.